# Morzysław (jezioro)
Morzysław (także Jezioro Marcowe; niem. Märzlaff See) – jezioro rynnowe w Polsce położone w województwie zachodniopomorskim, w powiecie drawskim, w gminie Złocieniec.
Akwen leży na Pojezierzu Drawskim kilkaset metrów na południe od jeziora Siecino. Jezioro otoczone lasami, od wschodu przylega do obszaru chronionego zwanego Torfowisko nad Jeziorem Morzysław Mały.